# Katherine Perry
Katherine Perry (New York, 5 gennaio 1897 – Woodland Hills, 14 ottobre 1983) è stata un'attrice statunitense e una Ziegfeld Girl.
Fu la seconda moglie dell'attore Owen Moore, con il quale si sposò nel 1921 dopo che Moore aveva divorziato da Mary Pickford.

## Filmografia
- Il rapimento di Miss Mhyss (Sooner or Later), regia di Wesley Ruggles (1920)
- The Chicken in the Case, regia di Victor Heerman (1921)
- L'ultima porta (The Last Door), regia di William P.S. Earle (1921)
- A Divorce of Convenience, regia di Robert Ellis (1921)
- Why Girls Leave Home, regia di William Nigh (1921)
- Sperduti sull'Oceano (Reported Missing), regia di Henry Lehrman (1922)
- Love Is an Awful Thing, regia di Victor Heerman (1922)
- Main Street, regia di Harry Beaumont (1923)
- Fools and Riches, regia di Herbert Blaché (1923)
- Le tre moschettiere (Wings of Youth), regia di Emmett J. Flynn (1925)
- A Business Engagement, regia di Albert Ray – cortometraggio (1925)
- All Abroad, regia di Albert Ray – cortometraggio (1925)
- The Peacemakers, regia di Albert Ray – cortometraggio (1925)
- His Own Lawyer, regia di Tom Buckingham – cortometraggio (1926)
- The First Year, regia di Frank Borzage (1926)
- A Woman of Letters, regia di Albert Ray – cortometraggio (1926)
- Moving Day, regia di Albert Ray – cortometraggio (1926)
- Early to Wed, regia di Frank Borzage (1926)
- Too Many Relations, regia di Albert Ray – cortometraggio (1926)
- The Family Picnic
- Easy Payments, regia di Tom Buckingham – cortometraggio (1926)
- Womanpower, regia di Harry Beaumont (1926)
- Not to Be Trusted, regia di Tom Buckingham – cortometraggio (1926)
- Back to Mother, regia di Harry Sweet – cortometraggio (1926)
- An Old Flame, regia di Harry Sweet – cortometraggio (1927)
- Just a Husband, regia di Harry Sweet – cortometraggio (1927)
- Is Zat So?, regia di Alfred E. Green (1927)
- Rumors for Rent, regia di Harry Sweet – cortometraggio (1927)
- Her Silent Wow, regia di Jess Robbins – cortometraggio (1927)
- L'assalto alla fattoria (Blood Will Tell), regia di Ray Flynn (1927)
- Husbands for Rent, regia di Henry Lehrman (1927)
- L'ultimo viaggio (Side Street), regia di Malcolm St. Clair (1929)
- L'aeroporto del deserto (Air Mail), regia di John Ford (1932)
- Sangue ribelle (Call Her Savage), regia di John Francis Dillon (1932)
- Un bacio al buio (One Rainy Afternoon), regia di Rowland V. Lee (1936)
- L'impareggiabile Godfrey (My Man Godfrey), regia di Gregory La Cava (1936)
- L'ultima partita (Fifteen Maiden Lane), regia di Allan Dwan (1936)